# 克伦贝克
克伦贝克是德国石勒苏益格－荷尔斯泰因州的一个市镇。总面积5.48平方公里，总人口403人，其中男性214人，女性189人（2011年12月31日），人口密度74人/平方公里。